# Liste der Monuments historiques in Moncley
Die Liste der Monuments historiques in Moncley führt die Monuments historiques in der französischen Gemeinde Moncley auf.

## Liste der Immobilien
| Bezeichnung        | Beschreibung                                                                                 | Standort               | Kennzeichnung | Schutzstatus   | Datum | Bild           |
| ------------------ | -------------------------------------------------------------------------------------------- | ---------------------- | ------------- | -------------- | ----- | -------------- |
| Château de Moncley | 1778 erbaut, Architekt Claude-Joseph-Alexandre Bertrand; mit den Parkanlagen; auch zu Émagny | Sous le Château (Lage) | PA00101672    | Classé Inscrit | 2005  | weitere Bilder |

## Liste der Objekte
| Bezeichnung                               | Beschreibung | Standort             | Kennzeichnung | Schutzstatus | Datum | Bild |
| ----------------------------------------- | --- | -------------------- | ------------- | ------------ | ----- | ---- |
| Erster Seitenaltar auf der rechten Seite  | Altartisch, Retabel und Gemälde Jesus und die Samariterin; Stuck, farbig gefasst, Ölfarbe auf Leinwand, 18. Jahrhundert                                            | in der Kirche (Lage) | PM25000929    | Classé       | 1981  |      |
| Zweiter Seitenaltar auf der rechten Seite | Altartisch, Retabel und Gemälde Darstellung des Herrn; Stuck, farbig gefasst, Ölfarbe auf Leinwand, 18. Jahrhundert; das Gemälde nach Michel Corneille dem Älteren | in der Kirche (Lage) | PM25000930    | Classé       | 1981  |      |
| Erster Seitenaltar auf der linken Seite   | Altartisch, Retabel und Gemälde Abendmahl; Stuck, farbig gefasst, Ölfarbe auf Leinwand, 18. Jahrhundert                                                            | in der Kirche (Lage) | PM25000931    | Classé       | 1981  |      |
| Zweiter Seitenaltar auf der linken Seite  | Altartisch, Retabel und drei Gemälde; Holz, Ölfarbe auf Leinwand, 18. Jahrhundert; das Gemälde nach Michel Corneille dem Älteren                                   | in der Kirche (Lage) | PM25000932    | Classé       | 1981  |      |
| Taufaltar                                 | Retabel und zwei Reliefs; Stuck, farbig gefasst, 18. Jahrhundert                                                                                                   | in der Kirche (Lage) | PM25000933    | Classé       | 1981  |      |
| Kanzel                                    | Stuck, farbig gefasst, 18. Jahrhundert | in der Kirche (Lage) | PM25000934    | Classé       | 1981  |      |
| Drei Prozessionsstäbe                     | Holz, vergoldet, 19. Jahrhundert | in der Kirche (Lage) | PM25002221    | Inscrit      | 1980  |      |
| Hauptaltar                                | Altartisch, Tabernakel, Retabel und Skulptur Heilige Katharina; Stuck, farbig gefasst und vergoldet, 18. Jahrhundert                                               | in der Kirche (Lage) | PM25001704    | Classé       | 1981  |      |